# Baryogeneze
Baryogeneze je hypotetický proces, který se objevil v raném vesmíru (krátce po velkém třesku). Hlavní složky hmoty tehdy byly nukleony (tj. protony a neutrony). Ovšem základní problém, který se pokouší objasnit hypotézu o baryogeneze lze pozorovat ve vesmírné nerovnováze mezi počtem částic a antičástic hmoty. Fyzikální hypotéza je, že výsledný soubor by měl obsahovat stejný počet částic a antičástic. A kdyby se z Baryogeneze stala teorie tak by definitivně padla teorie o symetrii vesmíru.